# 阿纳热
阿纳热是巴西巴伊亚州的一个市镇。总面积1852.55平方公里，总人口25562人，人口密度13.8人/平方公里。